# Schloss Landshut

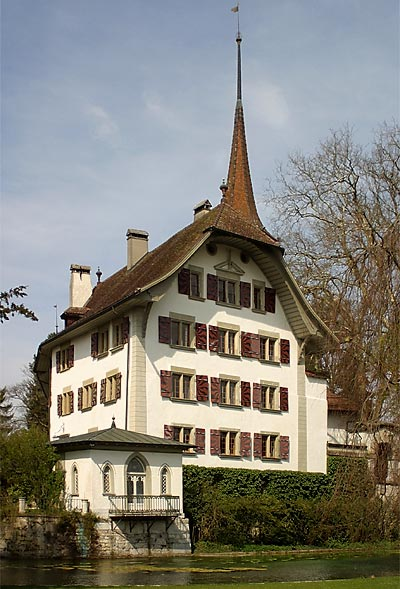
Schloss mit Wassergraben

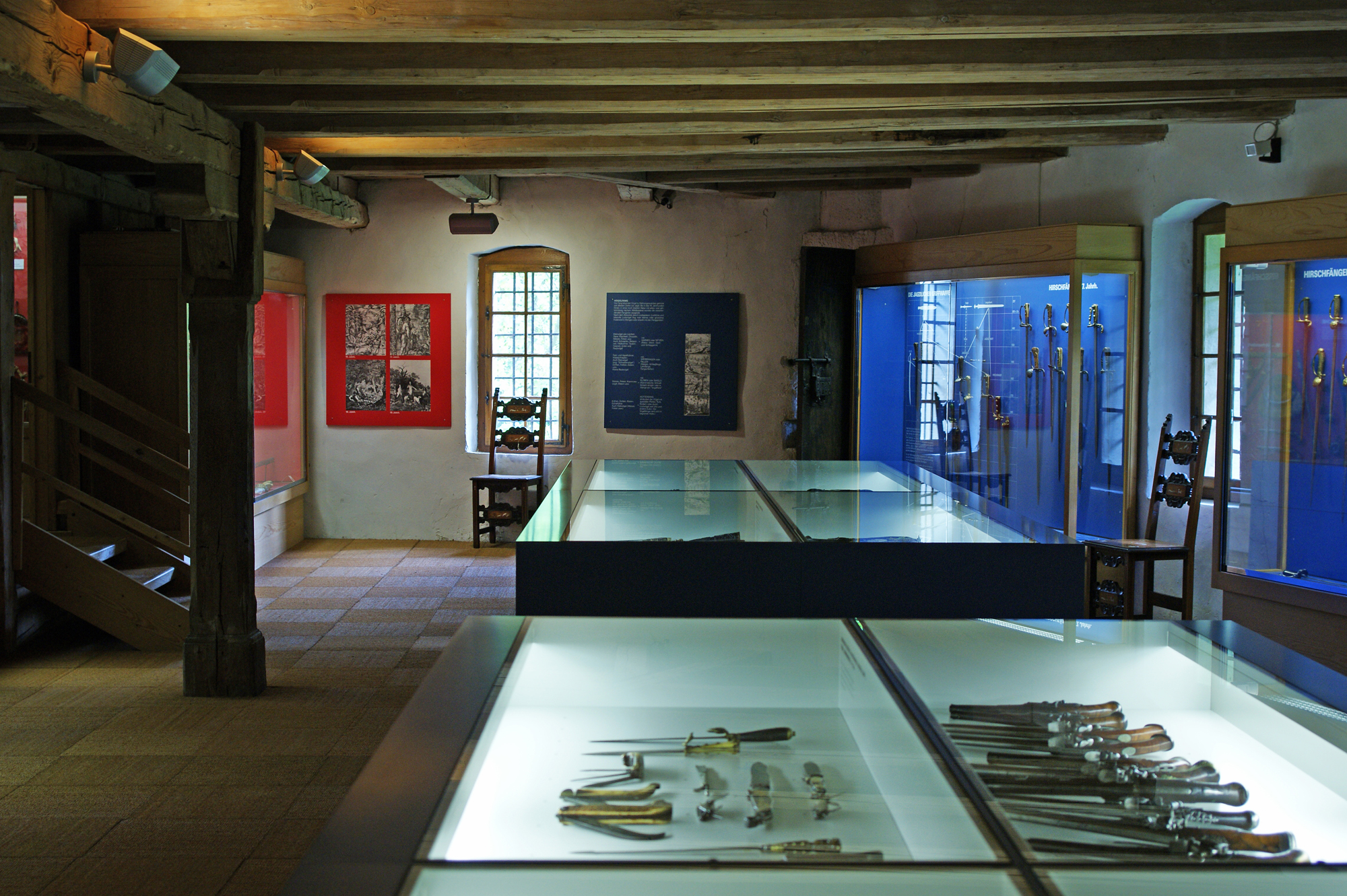
Jagdausstellung

Das Schloss Landshut ist ein Wasserschloss in der Gemeinde Utzenstorf im Kanton Bern, Schweiz. Es beherbergt heute das Schweizer Museum für Wild und Jagd.

## Geschichte
Die zähringische Burg wurde 1253 erstmals als Landeshuothe bezeichnet. Vorher war von der Grafschaft Utzenstorf die Rede (1009 erstmals als comitatus Uranestorfus erwähnt). Ab Ende des 14. Jahrhunderts verpfändeten die Kyburger – die Erben der Zähringer – Herrschaftsteile an verschiedene Gläubiger. Rudolf von Ringoltingen kaufte diese Teile in den Jahren 1406 bis 1418 auf und vereinigte sie zur Herrschaft Landshut. Zu diesem Zeitpunkt verfügte Landshut über alle Gerichtsbarkeiten und eigenes Banner. 1479 erwarb Ludwig von Diesbach die Herrschaft, die 1510 (Gericht Bätterkinden mit Aefligen und Schalunen) und 1514 (Utzenstorf, Wiler, Schloss Landshut) an Bern verkauft wurde. Bern errichtete hierauf die Landvogtei, indem Zielebach noch hinzugefügt wurde. 1624–1630 wurde das Hauptgebäude des Schlosses umgebaut.
1798 erwarb Rudolf Niklaus von Wattenwyl das Schloss und nutzte es privat. 1812–1815 liess er es durch den Berner Architekten Ludwig Friedrich Schnyder (1768–1823) zu einem romantischen Landsitz umbauen. In der gleichen Zeit wurde der umgebende Park im Stil eines englischen Landschaftsgartens angelegt, nach den Plänen von Rudolf Samuel Karl von Luternau (1769–1849). 1959 übernahm der Kanton Bern das Schloss wieder und brachte darin die Jagdhistorische Sammlung von René La Roche-Ringwald, Sohn des Sammlers Louis La Roche, unter. Daraus entwickelte sich ab 1968 das Schweizerische Museum für Jagd und Wildschutz, heute ist es das Schweizer Museum für Wild und Jagd. Angegliedert ist die Schweizerische Jagdbibliothek.